# Горлицький прорив
Го́рлицька би́тва 1915 року — наступальна операція німецьких і австро-угорських військ під час Першої світової війни, проведена з 2 травня по 10 червня. Ця наступальна операція була частиною стратегічного плану німецького командування на 1915 рік з розгрому Російської імператорської армії. План полягав у тому, щоб завдати послідовних потужних флангових ударів зі Східної Пруссії і Королівства Галичини та Володимирії, прорвати оборону Російської армії, оточити її і в Царстві Польському, знищити основні сили.

## Передумови

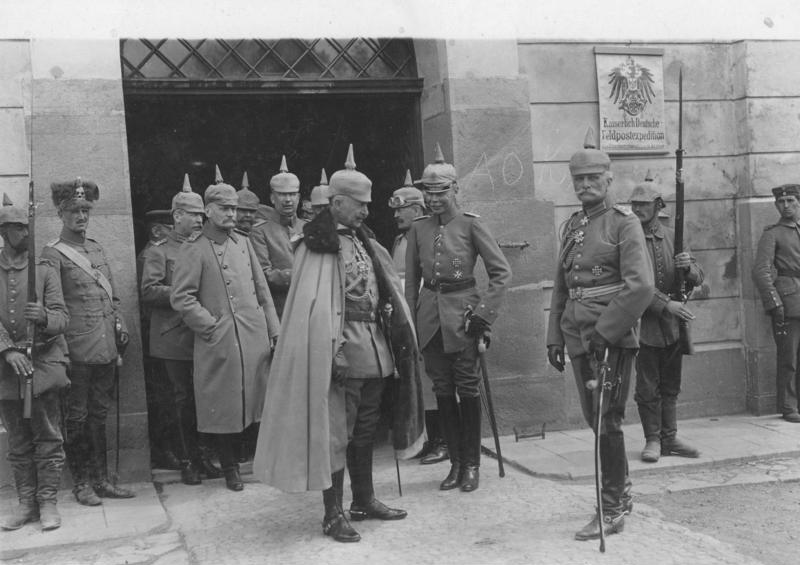
Кайзер Вільгельм II та Август фон Макензен під час планування операції

Становище, яке склалося на південному крилі російського фронту в середині квітня 1915 р., серйозно турбувало військове командування Центральних держав. Російська імператорська армія глибоко вклинилися в межі Австро-Угорської імперії. Вона взяла Перемишль і Тарнів, захопила майже всі найважливіші перевали в Карпатах. Виникла загроза виходу росіян на Угорську рівнину. Тому німецьке командування вирішило допомогти своєму союзникові.
Обставини на західноєвропейському фронті дозволяли зняти частину військ і спрямувати їх проти росіян. На думку генерала Еріха фон Фалькенгайна, найкращим рішенням був би фронтальний удар з метою прориву фронту на одній з його вирішальних ділянок.
При виборі напрямку головного удару німецьке командування вирішило вдарити ближче до центра, між Віслою і Бескидами. Істотну роль при виборі цього напрямку зіграли й економічні важелі. У районі Горлиці, Дрогобича розташовувалися багаті родовища нафти, яка в умовах блокади була дуже потрібна Німецькій імперії.
В операції брали участь 11-та німецька армія генерала Августа фон Макензена, перекинута з західного фронту (10 піхотних і 1 кавалерійська дивізії) і 4-та австро-угорська армія ерцгерцога Йосипа Фердинанда, (6 піхотних і 1 кавалерійська дивізія) під загальним командуванням Макензена. З півдня операція забезпечувалася третьою австро-угорською армією, з північного заходу — групою генерала Войрша. Завданням німецько-австро-угорських військ був прорив позицій Південно-Західного фронту на ділянці Горлиці, Громник, оточення і знищення третьої російської армії генерала від інфантерії Радко-Дмитрієва та подальший наступ на Перемишль і Львів.

## Співвідношення сил
| Сторони      | Чисельність армій | Легкі гармати | Важкі гармати | Кулемети | Міномети | Вбито та поранено |
| ------------ | ----------------- | ------------- | ------------- | -------- | -------- | ----------------- |
| Росіяни      | 60 000            | 141           | 4             | 100      | -        | 40 000            |
| Австро-німці | 126 000           | 457           | 159           | 260      | 96       | 13 000            |

## Початок операції

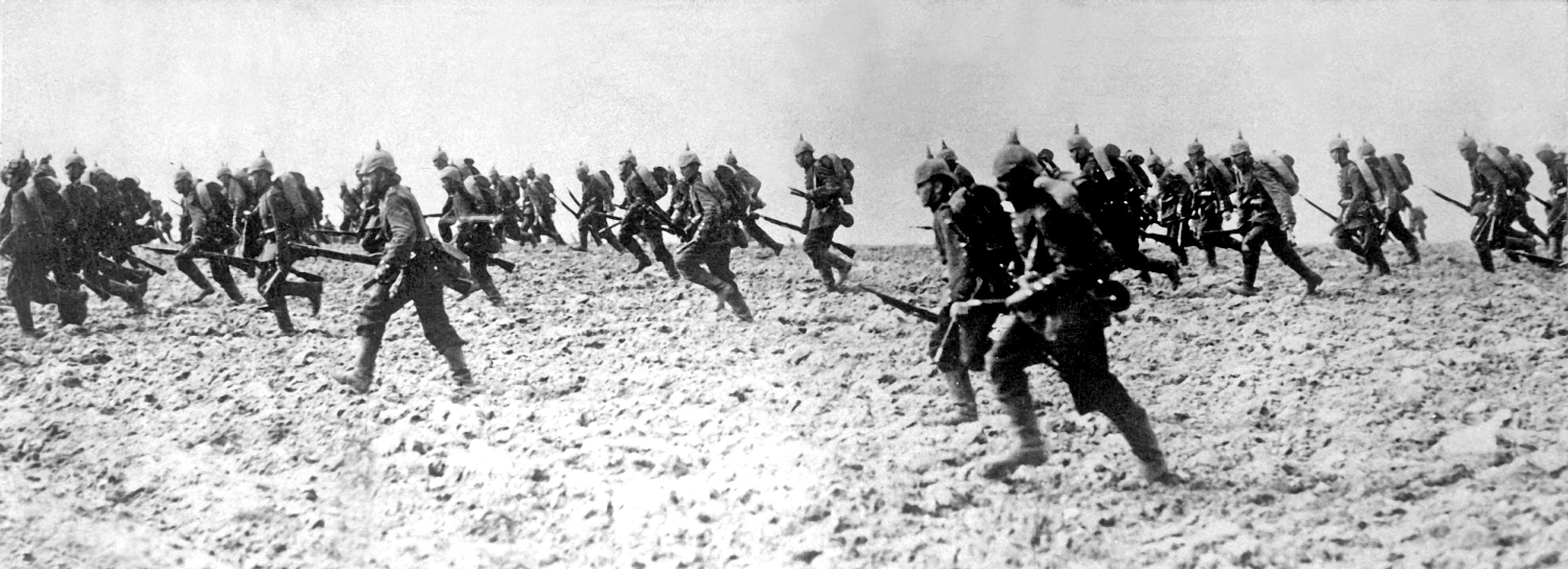
Наступ німецької піхоти

Наступ німецько-австрійських військ почався о 10 годині ранку 19 квітня. Загальній атаці передувала могутня артилерійська підготовка, що тривала близько доби.
Можна вважати, що події Горлицької операції відбувалися у три етапи.
- Перший етап — з 19 по 23 квітня — включав прорив армією Макензена оборони 3-ї російської армії в районі Горлиць і відхід російських військ до р. Віслок.
- Другий етап — з 24 по 30 квітня — охоплював оборонні дії 3-ї і 8-ї російських армій у межиріччі Віслоку і Сяну.
- Третій етап — з 1 по 9 червня — бої на рубежі р. Сян і відхід російських військ за Львів.

У росіян до початку весни вже був майже вичерпаний запас артилерійських снарядів, розрахований на недовгу війну. Витрата снарядів у перші місяці війни виявилася непередбачено великою. Перед чудово озброєними та підготовленими солдатами Макензена російські солдати виявились майже беззбройними.

## Відступ росіян

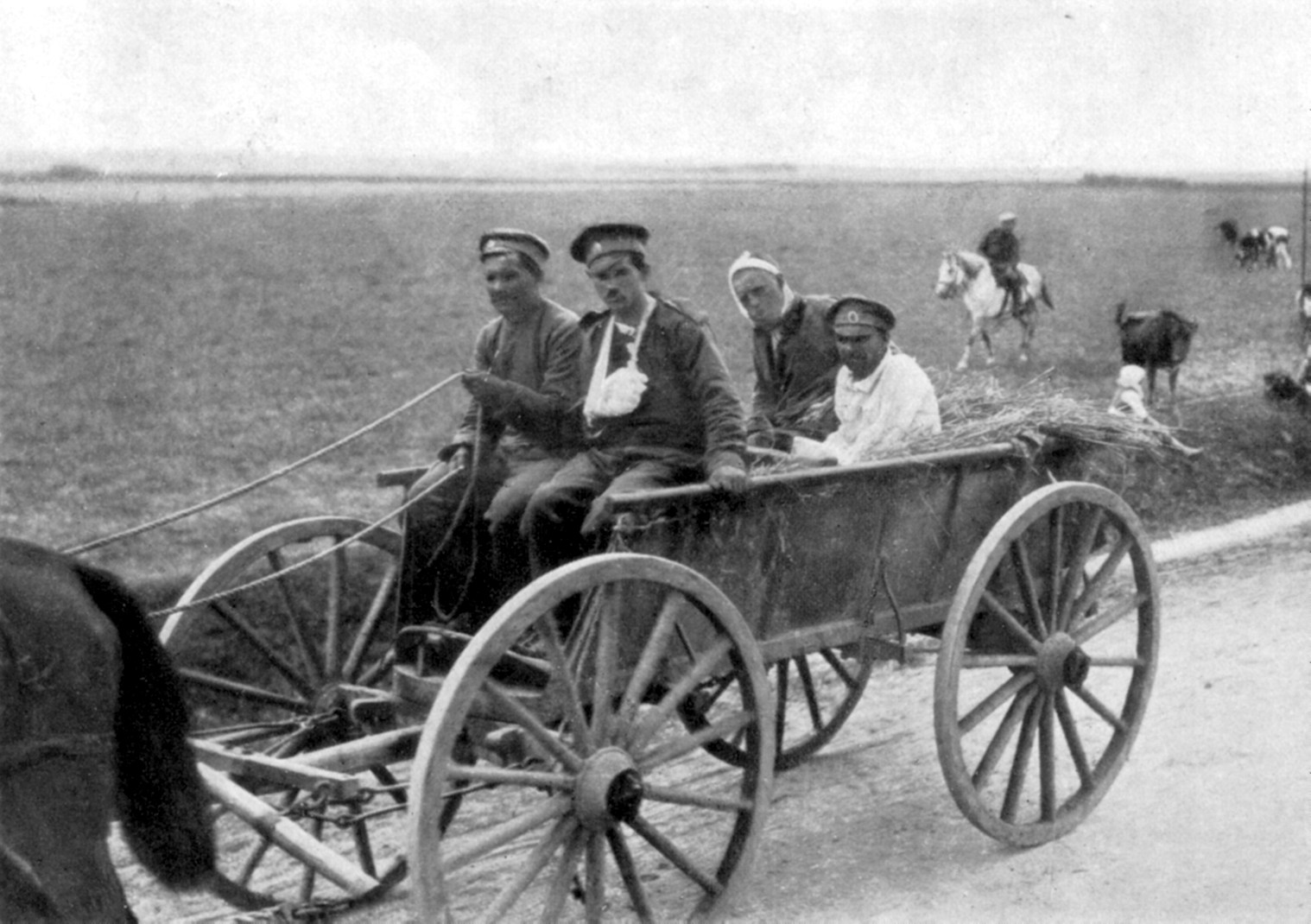
Відступ росіян

19 квітня 1915 р. почався «великий відступ» російських армій. Раптово з'ясувалося, що їм катастрофічно не вистачає найнеобхіднішого — снарядів, патронів, рушниць, навіть чобіт.
Далеко не всі бійці мали гвинтівки, багатьом доводилось чекати загибелі чи поранення своїх товаришів, аби одержати їхню зброю. Командування віддавало накази «не витрачати патронів даремно», «забирати патрони в поранених і убитих». Штаб Південно-Західного фронту розіслав телеграму про створення піхотних рот, озброєних «алебардами».
На ураганний вогонь противника все що могли росіяни, це лише відповідати рідкими поодинокими пострілами. На один випущений росіянами снаряд припадало приблизно 300 гарматних пострілів армії німецького генерала Августа Макензена.

## Закінчення битви
Аби врятувати армію від повного винищення, росіянам залишалось тільки відступати. Російські війська покинули Перемишль, Львів — майже все Королівство Галичини та Володимирії. Вони зазнавали величезних втрат — загальна кількість вбитих і поранених за час «великого відступу» становила 1 мільйон 410 тисяч чоловік[джерело?].
Під час Горлицької операції російське командування вперше в широких масштабах використало тактику руйнування важливих об'єктів та нищення різного майна на шляху наступу австро-угорсько-німецьких військ. На всіх напрямках були вивезені інтендантські вантажі, знищені мости, зруйнована залізнична колія, спалені стаціонарні будівлі, вивезені паровози і вагони. Майно, яке не можна було вивезти, знищувалося на місці. Мости зберігались до останньої хвилини і їх підривали перед приходом противника. Це дещо сповільнювало просування австро-угорсько-німецьких військ.

## Причини перемоги австро-німецьких військ
Причиною невдачі російської армії у Горлицькій операції варто вважати не стільки нестачу боєприпасів і перевагу противника в силах і засобах, як помилки в керівництві військами з боку командування. Маючи значні резерви, воно не змогло вміло використовувати їх. Контрудари свіжих корпусів, переданих їм Ставкою, були організовані погано і не досягали своєї мети.

## Стратегічні наслідки
Горлицька операція тривала 52 дні. Це була одна з найбільших оборонних операцій Першої світової війни. Німецько-австрійсько-угорська армія захопила частину Королівства Галичини та Володимирії, Герцогства Буковина.